# جيمس هوليداي
جيمس هوليداي هو محامي وسياسي أمريكي، ولد في 19 يناير 1818، وتوفي في 16 مايو 1851.